# モダンエレクトロニクス
モダンエレクトロニクス (Modern Electronics) は、かつてアメリカ合衆国で発刊されていたホビイスト向け電子工作雑誌である。
1984年10月に創刊し、1991年4月に『コンピュータ・クラフト』(Computer Craft)に改称、1994年1月に『マイクロコンピュータ・ジャーナル』(MicroComputer Journal)に改称した。発行元は、ニューヨーク州ヒックスヴィルに拠点を置くモダンエレクトロニクス社(Modern Electronics, Inc.)で、『CQ Amateur Radio』誌の発行元のCQコミュニケーションズ社の子会社だった。
編集長(Editor-in-Chief)はアート・サルスバーグ(Art Salsberg)、編集幹事(Managing Editor)はアレクサンダー・W・ブラワ(Alexander W. Burawa)であった。執筆者には、レン・フェルドマン、グレン・ハウザー、フォレスト・ミムズ、ドン・ランカスターらがいた。編集者や執筆者のほとんどは、元は『ポピュラーエレクトロニクス』誌で仕事をしており、同誌が『コンピュータ&エレクトロニクス』に改題され、編集方針が変わったために同誌から移ってきた。
アート・サルスバーグは、新しい雑誌について次のように書いている。

『ポピュラーエレクトロニクス』誌を10年以上にわたって世話をしてきたことで、私のことを知っている人も多いでしょう。同誌は昨年、電子工学やコンピュータ製品の分野を流動的に行き来するアクティブな電子工学愛好家から距離を置くために、その名前と編集理念を変更しました。『モダンエレクトロニクス』は、ある意味で『ポピュラーエレクトロニクス』の当初のコンセプトを継承したものと言えるでしょう。

## 同じタイトルのそれ以前の雑誌
『モダンエレクトロニクス』というタイトルは、1978年2月から10月まで発行された別の雑誌で使われていた。この雑誌は、ニューヨーク州ポートワシントンのコーアン出版社(Coean Publishing)によって発行された。発行者はリチャード・A・コーワン(Richard A Cowan)、編集者はアンソニー・カーティス(Anthony Curtis)とモート・ウォルターズ(Mort Walters)だった。コーアン出版社はこのタイトルを商標登録していなかったため、サルスバーグが1984年から同じタイトルの雑誌を発刊することができた。